# Euriphene chriemhilda
Euriphene chriemhilda är en fjärilsart som beskrevs av Otto Staudinger 1895. Euriphene chriemhilda ingår i släktet Euriphene och familjen praktfjärilar. Inga underarter finns listade i Catalogue of Life.